# Discographie de Godspeed You! Black Emperor
La discographie du groupe de post-rock canadien Godspeed You! Black Emperor est composée de sept albums studio, un EP, quatre singles et deux contributions à des compilations.

## Albums

### Albums studio
| Titre                                                                      | Détails                                                                                          | Meilleure position | Meilleure position | Meilleure position | Meilleure position | Meilleure position | Meilleure position | Meilleure position | Meilleure position | Meilleure position  |
| Titre                                                                      | Détails                                                                                          | Offizielle Top 100 | Ultratop Flandre   | Ultratop Wallonie  | Promusicae         | Billboard          | SVL                | Dutch Charts       | OCC                | Schweizer Hitparade |
| -------------------------------------------------------------------------- | ------------------------------------------------------------------------------------------------ | ------------------ | ------------------ | ------------------ | ------------------ | ------------------ | ------------------ | ------------------ | ------------------ | ------------------- |
| F♯ A♯ ∞                                                                    | - Sortie : 14 août 1997 (vinyle), 8 juin 1998 (CD) - Label : Constellation (vinyle), Kranky (CD) | —                  | —                  | —                  | —                  | —                  | —                  | —                  | —                  | —                   |
| Lift Your Skinny Fists Like Antennas to Heaven                             | - Sortie : 9 octobre 2000 - Label : Constellation, Kranky                                        | —                  | —                  | —                  | —                  | —                  | —                  | —                  | 66                 | —                   |
| Yanqui U.X.O.                                                              | - Sortie : 4 novembre 2002 - Label : Constellation                                               | —                  | —                  | —                  | —                  | —                  | —                  | —                  | 92                 | —                   |
| Allelujah! Don't Bend! Ascend!                                             | - Sortie : 1er octobre 2012 - Label : Constellation                                              | —                  | 49                 | 118                | —                  | 45                 | 47                 | 95                 | 41                 | 94                  |
| Asunder, Sweet and Other Distress                                          | - Sortie : 31 mars 2015 - Label : Constellation                                                  | —                  | 62                 | 125                | —                  | 129                | —                  | —                  | 37                 | —                   |
| Luciferian Towers                                                          | - Sortie : 22 septembre 2017 - Label : Constellation                                             | 100                | 58                 | 131                | —                  | —                  | —                  | —                  | 34                 | —                   |
| G_d's Pee at State's End!                                                  | - Sortie : 2 avril 2021 - Label : Constellation                                                  | 11                 | 28                 | 133                | 75                 | —                  | —                  | 82                 | 29                 | 21                  |
| No Title as of 13 February 2024 28,340 Dead                                | - Sortie : 4 octobre 2024 - Label : Constellation                                                | 81                 | 79                 | —                  | —                  | —                  | —                  | —                  | 97                 | —                   |
| "—" signifie que l'album n'est pas sorti ou n'est pas classé dans le pays. |                                                                                                  |                    |                    |                    |                    |                    |                    |                    |                    |                     |

### Démos
| Titre                                       | Détails                                                                                    |
| ------------------------------------------- | ------------------------------------------------------------------------------------------ |
| All Lights Fucked on the Hairy Amp Drooling | - Sortie sur cassette : décembre 1994 - Re-sortie numérique sur Bandcamp : 14 février 2022 |

## Singles
| Titre                        | Album                                       | Date de sortie | Label                   |
| ---------------------------- | ------------------------------------------- | -------------- | ----------------------- |
| Sunshine + Gasoline          | Lost in the House                           | 1998           | aMAZEzine!              |
| We Drift Like Worried Fire   | Allelujah! Don't Bend! Ascend!              | 2015           | Joyful Noise Recordings |
| Undoing a Luciferian Towers  | Luciferian Towers                           | 2017           | Constellation Records   |
| Anthem for No State, Pt. III | Luciferian Towers                           | 2017           | Constellation Records   |
| Grey Rubble - Green Shoots   | No Title as of 13 February 2024 28,340 Dead | 2024           | Constellation Records   |

## EPs
| Titre                         | Détails                                        |
| ----------------------------- | ---------------------------------------------- |
| Slow Riot for New Zerø Kanada | - Sortie : 8 mars 1999 - Label : Constellation |

## Autres productions

### Contributions à des compilations
| Titre                            | Compilation                  | Année | Notes                                                                                              |
| -------------------------------- | ---------------------------- | ----- | -------------------------------------------------------------------------------------------------- |
| George Bush Cut Up While Talking | Azadi!                       | 2003  | La piste est un morceau caché de la dernière piste de Yanqui U.X.O..                               |
| Outro                            | Song of the Silent Land (en) | 2004  | La piste est un enregistrement d'un concert à Nantes, jouant la fin du premier morceau de F♯ A♯ ∞. |

### Autres morceaux
Le 22 novembre 1998, le groupe a enregistré le morceau Hung Over as the Queen in the Maida Vale lors d'une émission de John Peel ; le morceau est composé des mouvements Steve Reich (présent sur Slow Riot for New Zerø Kanada), Chart #3 et Monheim (présents sur Lift Your Skinny Fists Like Antennas to Heaven). Le morceau est diffusé pour la première fois le 19 janvier 1999.
Toujours en 1999, lors d'une émission de VPRO, le groupe a joué les mouvements Moya, Steve Reich (dans Slow Riot for New Zerø Kanada), She Dreamt She Was a Bulldozer et World Police and Friendly Fire (dans Lift Your Skinny Fists Like Antennas to Heaven).